# ルラーゴ・デルバ
ルラーゴ・デルバ（伊: Lurago d'Erba）は、イタリア共和国ロンバルディア州コモ県にある、人口約5,300人の基礎自治体（コムーネ）。

## 地理

### 位置・広がり
コモ県南東部、ブリアンツァ地方のコムーネ。県都コモから東南東へ12km、レッコから南西へ18km、州都ミラノから北へ32kmの距離にある。

#### 隣接コムーネ
隣接するコムーネは以下の通り。
- モングッツォ - 北
- メローネ - 北東
- ランブルーゴ - 東
- インヴェリーゴ - 南
- アルツァーテ・ブリアンツァ - 北西
- アンツァーノ・デル・パルコ - 北西

### 地震分類
イタリアの地震リスク階級 (it) では、4 に分類される
。

## 行政
- 町長:　フェデリーコ・バッサーニ（Federico Bassani) - 2013-05-26より

### 分離集落
ルラーゴ・デルバには、以下の分離集落（フラツィオーネ）がある。
- カルプーノ (Calpuno)、カレッジャ (Careggia)、コルチャーゴ (Colciago)、ピアッザ (Piazza)

## 教育

### 幼稚園
- カルロ・ポルタ総合的な学校
  - モンシニオール・ナヴァ幼稚園

### 小学校
- カルロ・ポルタ総合的な学校
  - カルロ・ポルタ小学校

### 中学校
- カルロ・ポルタ総合的な学校
  - エンリコ・フェルミ中学校

## 交通

### 路線バス
- ASFアウトリネーバス (ASF Autolinee)
  - C45線 (コモ - インヴェリーゴ - カントゥ)

### 道路
- コモ県道SP41号
- コモ県道SP ex SS 341号